# Caccobius imitans
Caccobius imitans är en skalbaggsart som beskrevs av Vladimir Balthasar 1933. Caccobius imitans ingår i släktet Caccobius och familjen bladhorningar. Inga underarter finns listade.